# Der Doppelgänger

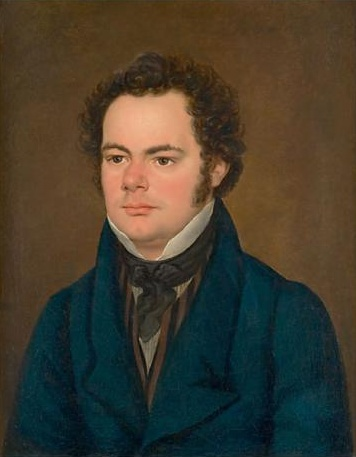
Retrato de Franz Schubert hecho por Franz Eybl (1827)

Der Doppelgänger es una de las seis canciones de Schwanengesang de Franz Schubert escritas por Heinrich Heine para piano y tenor. Fue escrita en 1828, año de la muerte de Schubert.

## Texto
Still ist die Nacht, es ruhen die Gassen,

In diesem Hause wohnte mein Schatz;

Sie hat schon längst die Stadt verlassen,

Doch steht noch das Haus auf demselben Platz.
Da steht auch ein Mensch und starrt in die Höhe,

Und ringt die Hände, vor Schmerzensgewalt;

Mir graust es, wenn ich sein Antlitz sehe -

Der Mond zeigt mir meine eigne Gestalt.
Du Doppelgänger! du bleicher Geselle!

Was äffst du nach mein Liebesleid,

Das mich gequält auf dieser Stelle,

So manche Nacht, in alter Zeit?

## Interpretación
La noche está tranquila, reposan los callejones,

En esta casa vivía mi amada:

hace tiempo que abandonó  la ciudad.

Mas la casa permanece en el mismo lugar.

También hay allí un hombre que levanta la mirada,

Y retuerce sus manos, angustiado;

Me horrorizo al ver su rostro:

¡La luna me muestra mi propia faz!

Tú, Doppelgänger, tú, pálido camarada,

¿Por qué remedas las penas de amor

Que en este sitio padecí

Tantas noches, en otro tiempo?

## Contexto
Buch der Lieder de Heine se divide en cinco secciones; todos los poemas que figuran en Schwanengesang forman parte de la tercera, Die Heimkehr ("El regreso"). En Schwanengesang esta canción aparece al final de las canciones de Heine, aunque el orde de Heine es diferente y ha sido argumentado que la secuencia trabaja más dramáticamente cuando las canciones son presentadas en el orden de aparición de Buch der Lieder.

## Música
Der Doppelgänger está hecho a composición seguida; la configuración de cada estrofa es diferente.  Pero no del todo diferente: la canción es una especie de passacaglia sobre el tema de los cuatro primeros compases de la parte del piano; esta sencilla progresión armónica, con la parte del piano compuesto casi en su totalidad de acordes en bloque, domina la canción y le da la sensación de inexorabilidad, y su breve abandono (desplazado por una sucesión de crecientes acordes disonantes), en el clímax de la melodía, exhibe el frenético horror del poeta.
La canción tiene 63 compases, y en una interpretación normal dura entre cuatro y cinco minutos. Está en la tonalidad de Si menor, como en la sinfonía Unfinished de Schubert.